# Cwenthryth
Cwenthryth (scritto anche Quendreda, in inglese antico: Cwēnþrȳð) (... – 827 circa) è stata una principessa di Mercia e monaca anglosassone floruit 811-827.

## Biografia
Figlia del re Cenwulf di Mercia viene menzionata per la prima volta in una carta di privilegi di suo padre nell'811. In questa carta, che si riferisce a una donazione al Vescovo di Rochester, Beornmod, testimonia come "figlia del re" ("filia regis"), suggerendo che non fosse ancora entrata nel monachesimo..
Successivamente divenne badessa del monastero di Winchcombe, Mercia, così come di quelli di Minster-in-Thanet e Reculver, nel Regno del Kent. Designata come erede dal padre, ereditò anche, alla sua morte nell'821, la lite che la oppose all'arcivescovo di Canterbury, Wulfred, per il controllo secolare dei monasteri del Kent. L'arcivescovo beneficiò, in questa lotta, dell'appoggio di Beornwulf, successore indiretto di Cenwulf sul trono di Mercia, durante due concili organizzati a Clofesho (luogo non identificato) nell'824 e 825. Questa disputa non fu risolta fino all'827 circa, data di uno statuto con il quale Cwenthryth si impegnava a cedere terre a Wulfred in varie località.
Cwenthryth morì in una data sconosciuta dopo l'827. La sua cugina di primo grado Ælfflæd, figlia di Ceolwulf, ereditò gran parte della ricchezza della famiglia Nella leggenda che circonda la morte di suo fratello Kenelm, Cwenthryth è ritratta in modo molto negativo come l'istigatrice del suo omicidio, ma la storicità di questo racconto, che non è anteriore al XII secolo, è discutibile.